# Filipíny na Letních olympijských hrách 1988
Filipíny se účastnily Letní olympiády 1988 v jihokorejském Soulu v 11 sportech. Zastupovalo je 31 sportovců, z toho 26 mužů a 5 žen.

## Medailisté
| Medaile | Jméno              | Sport | Soutěž                          |
| ------- | ------------------ | ----- | ------------------------------- |
| Bronz   | Leopoldo Serrantes | Box   | muži váha lehká muší - do 49 kg |